# Rosa Heinz
Rosa Heinz (* 6. Dezember 1922 in Wien; † 4. Mai 2010 ebenda) war eine österreichische Politikerin (SPÖ) und Gemeindebedienstete. Sie war von 1973 bis 1979 Mitglied des Bundesrates und von 1979 bis 1987 Mitglied des Gemeinderats.

## Ausbildung und Beruf
Heinz wurde als gebürtige Wienerin  und typisches Wiener Arbeiterkind geboren. Ihr Vater war Taschnergehilfe, ihre Mutter arbeitete als Schneiderin. Heinz besuchte nach der Volksschule ein Realgymnasium und absolvierte danach eine einjährige Handelsschule. Sie arbeitete ab 1945 im Bürobereich und war ab 1957 als Schaffnerin für die Wiener Verkehrsbetriebe tätig.

## Politik und Funktionen
Rosa Heinz trat nach dem Zweiten Weltkrieg als Dreißigjährige der Sozialistischen Partei Österreichs bei. Sie wurde nach dem Eintritt in den Dienst der Wiener Verkehrsbetriebe gewerkschaftlich aktiv und 1960 zur Betriebsrätin am Bahnhof Hernals gewählt. Bereits ab dem Jahr 1952 engagierte sie sich bei der Zeitung Die Frau, ab der Mitte der 1950er Jahre zudem auch im Bezirksfrauenkomitee der SPÖ-Hernals. Rosa Heinz wurde 1968 zur stellvertretenden Bezirksfrauenleiterin der SPÖ-Hernals gewählt, im Jahr 1973 übernahm sie die Funktion der Ersten Bezirksfrauenleiterin. Sie vertrat die SPÖ Wien vom 23. November 1973 bis zum 13. Februar 1979 im Österreichischen Bundesrat und  rückte am 13. Februar 1979 für Robert Pfleger als Mitglied des Wiener Gemeinderats und Abgeordnete zum Wiener Landtag nach. Sie vertrat die SPÖ in der Folge bis zum Ende der Legislaturperiode im Jahr 1987 im Wiener Gemeinderat bzw. Landtag, wobei sie ein Mandat im Wahlkreis Hernals innehatte. Im Gemeinderat war Heinz in den Ausschüssen für Stadtentwicklung und Stadterneuerung sowie Wohnbau und Stadterneuerung tätig. Nach dem Ende ihrer aktiven, politischen Karriere war Heinz als Vorsitzende der Volkshilfe Hernals tätig. Nach ihrem Tod würdigten Siegi Lindenmayr und Josef Cap die Verstorbene als eine der „engagiertesten Kämpferinnen für die Rechte der Frauen und für soziale Gerechtigkeit“, der die „humanistischen Grundwerte der Sozialdemokratie Richtschnur jedes Handelns“ gewesen seien. 
Heinz wurde nach ihrem Tod auf dem Hernalser Friedhof bestattet. Im Jahr 2016 wurde in Hernals der Rosa-Heinz-Weg nach ihr benannt.